# Nunzia Catalfo
Nunzia Catalfo (Catania, 29 de julio de 1967) es una orientadora laboral y política italiana. Desde el 5 de septiembre de 2019 es ministra de Trabajo del Segundo Gobierno Conte.

## Biografía
Nacida a Catania en 1967, ha obtenido un diploma de instituto científico y de las especializaciones como Orientatora y experta en Recursos Humanos.
En su carrera profesional se ha ocupado de la formación, dispersión escolar y ayuda a la inserción en colaboración con los centros para el empleo y los servicios para el empleo en general.

### Actividad política
Es activista del Movimiento 5 Estrellas desde 2008 y ha sido elegida parlamentaria por primera vez en 2013 y luego en 2018. 

#### Elección a senador
En el 2013 se elige senadora de la XVII legislatura de la República Italiana en la circunscripción de Sicilia por el Movimiento 5 Estrellas.
En la segunda vuelta (ballottaggio) para ser elegida senadora, fue derrotada por su compañero de partido Vito Rosario Petrocelli, del ala más ortodoxa del Movimiento de Beppe Grillo y Gianroberto Casaleggio. Desde el 16 de octubre de 2014 sustituye a su colega Bruno Marton como vicesecretaria del M5S en el Senado, junto a Marco Scibona.
En las elecciones políticas del 2018 viene rieletta senadora en el <i id="mwJg">collegio uninominale</i> de Catania.
El 21 de junio de 2018 se elige Presidente de la 11ª Comisión permanente Trabajo público y privado, Previsión social del Senado.
El 5 de septiembre de 2019 se nombra Ministro del Trabajo y de las Políticas Sociales del según gobierno Conde. 

#### Actividad legislativa
ha tenido un rol de primero despacio para renta de ciudadanía y salario mínimo, ha estado primera firmataria del dibujo de ley sobre la equo indemnizo y sobre el reconocimiento de las causas de servicio para la polizia local.